# Лукьянчиков, Виктор Александрович
Ви́ктор Алекса́ндрович Лукья́нчиков (род. 19 апреля 1980, г. Рязань, РСФСР, СССР) — российский врач-нейрохирург, ученый, изобретатель, врач-нейрохирург научного центра неврологии и профессор кафедры фундаментальной нейрохирургии РНИМУ им Н. И. Пирогова, ведущий научный сотрудник отделения нейрохирургии № 2 Научного центра неврологии, профессор кафедры неврологии и нейрохирургии РязГМУ им. И. П. Павлова, член правления Ассоциации нейрохирургов России, EANS, WFNS, Общества врачей неотложной медицины. Доктор медицинских наук.

## Биография
Виктор Лукьянчиков родился 19 апреля 1980 года в г. Рязань. Папа — Александр Владимирович Лукьянчиков, 12.05.1957. Родился в Курской обл. Медвинский р-н, с. Камышовка. Наладчик электровакуумного оборудования, офицер КГБ в отставке. Мама — Лукьянчикова Надежда Викторовна, 21.05.1958. Родилась в Рязанской обл., р/п Кадом. Сотрудница отдела кадров завода металлокерамических приборов г. Рязань. Старший ребёнок в семье. Сестра — Лукьянчикова Любовь Александровна 26.01.1983 начальник отдела снабжения Приборного завода г. Рязань.
Окончил среднюю школу № 1 г. Рязани в 1997 году с золотой медалью.
В 2003 году окончил Рязанский государственный медицинский университет им. акад. И. П. Павлова по специальности «лечебное дело».
С 2003 по 2005 год проходил ординатуру по специальности «Нейрохирургия» (НИИ СП им. Н. В. Склифосовского).
С 2005 года работал врачом-нейрохирургом в отделении неотложной нейрохирургии в НИИ СП им. Н. В. Склифосовского. За время работы стажировался в Штудгарте (Германия), Вене (Австрия), Цюрихе (Швейцария), Тайбэй (Тайвань), Мурнау (Германия).
В 2010 под руководством своего учителя академика РАН Крылова В. В. защитил кандидатскую диссертацию на тему: «Тактика хирургического лечения аневризм головного мозга у пациентов пожилого возраста в остром периоде субарахноидального кровоизлияния».
С 2014 по 2020 год — заведующий нейрохирургическим отделением для лечения больных с сосудистыми заболеваниями головного мозга НИИ СП им. Н. В. Склифосовского.
В 2018 году также под руководством Крылова защитил докторскую диссертацию на тему «Хирургическая реваскуляризация головного мозга в остром периоде церебральной ишемии» и получил ученую степень доктора медицинских наук.
В этом же году на ежегодном Московском фестивале «Формула жизни» становится победителем в номинации «Специалист года. Нейрохирург города Москвы».
В 2018—2019 гг. занимает должность профессора кафедры неврологии, нейрохирургии и комплексной реабилитации РУДН.
В 2018 году награждён почетной грамотой Кабардино-Балкарии.
С 2020 по 2021гг работал главным врачом университетской клиники КЦ ЧЛПХ и С МГМСУ им. А. И. Евдокимова. За время работы при непосредственном участии Виктора Александровича в клинике Вучетича организовано отделение нейрохирургии, разработана и внедрена мультидисциплинарная концепция лечения патологии головы и шеи.
С 2020 по 2022 гг — профессор кафедры нейрохирургии и нейрореанимации МГМСУ им А. И. Евдокимова. Эксперт РАН. Так же в этом году проходит профессиональную переподготовку по организации здравоохранения и общественного здоровья.
В 2020 году получил Благодарственное письмо Министра здравоохранения ЧР за неоценимый вклад в становление нейрохирургической службы Чеченской республики.
С 2021 года совмещает должность профессора кафедры неврологии и нейрохирургии РязГМУ им И. П. Павлова.
С 2021 года член правления Ассоциации нейрохирургов России.
С 2022г - профессор кафедры фундаментальной нейрохирургии института нейронаук и нейротехнологий РНИМУ им. Н.И. Пирогова
C 2021 по 2023гг - главный врач ООО "Юни Медика"
С 2023г работает нейрохирургом, ведущим научным сотрудником Научного центра неврологии
В 2024 году в составе группы нейрохирургов становится лауреатом Премии "Призвание" в номинации  "За создание нового метода лечения" 
С 2025г - заместитель директора Института функциональной нейрохирургии Российского центра неврологии и нейронаук
В 2025 году в составе команды нейрохирургов награжден Премией Правительства г.Москвы за "Разработку и внедрение методов хирургического восстановления мозгового кровотока"  
В 2025 году награжден ассоциацией нейрохирургов России медалью имени профессора Ф.А. Сербиненко "За заслуги в сосудистой нейрохирургии" 

## Профессиональная и научная деятельность
Большой вклад внесен Виктором Александровичем в развитие реваскуляризации головного мозга, лечение сложных аневризм головного мозга, острой церебральной ишемии, мини инвазивной нейрохирургии, предложено много новых методик, которые внедрены в практику, разработаны инновационные методы высокопоточного шунтирования головного мозга, проведена большая работа по экстра-интракраниальным мироанастомозам, усовершенствована методика диагностики и лечения стенозирующих и окклюзирующих болезней сосудов головного мозга.
С 2015 года Лукьянчиков В. А. принимает активное участи в становлении и развитии нейрохирургической службы регионов РФ: Кабардино-Балкарской Республики Республики Дагестан, Чеченской Республики, Рязанской области, Архангельской области, Ставропольского края, Республики Крым и города Севастополя, Волгоградской области и др.
Является одним из организаторов международных курсов и мастер-классов по хирургической реваскуляризации головного мозга, микрохирургической технике в хирургии головы и шеи, хирургии аневризм.
Является автором и соавтором более 300 печатных научных работ, Индекс Хирша 13. Автор 12 патентов на изобретения.
Приоритетные направления в нейрохирургии: сосудистая нейрохирургия, реваскуляризация головного мозга, лечение интракраниальных аневризм, аномалии краниовертебрального перехода, нейроонкология, хирургия стенозирующих и окклюзирующих поражений брахиоцефальных артерий, хирургия основания черепа, мультидисциплинарный подход в хирургии патологии головы и шеи.

## Научные достижения
- 2011 год, — совместно с коллегами первое в России высокопоточное шунтирование у пациентки с аневризмой головного мозга с использованием лучевой артерии[9]
- 2012 год, — первое в России наложение ЭИКМА из минидоступа с применением нейронавигации[10]
- 2017 год, — впервые в мире выполнена редрессация высокой извитости ВСА с применением эндоскопии[11]
- 2017 год, — впервые в мире разработана и внедрена методика селективного экстра-интракраниального микроанастомоза[12]
- 2017 год, — разработана новая методика хирургического лечения аномалии Киммерле[13][14]
- 2018 год, — первые в России применена методика Bonnet bypass[15][16]
- 2020 год. — разработано и внедрено устройство для интраоперационного мониторирования функциональной целостности кортико-спинального тракта[17][18]

## Научные труды

### Книги
- Микрохирургия аневризм головного мозга[19]
- Хирургия аневризм головного мозга, том I[20]
- Хирургия аневризм головного мозга, том II[21]
- Хирургия аневризм головного мозга, том III[22]
- Операции реваскуляризации головного мозга в сосудистой нейрохирургии[23]
- Нейрохирургия и нейрореаниматология[24]
- Хирургия сложных аневризм головного мозга[25]
- Эндоскопическая нейрохирургия[26]
- КТ-ангиография аневризм головного мозга[27]
- Хирургия аневризм головного мозга при массивном субарахноидальном кровоизлиянии[28]
- Микрохирургия аневризм сосудов головного мозга[29]

### Патенты[30]
- Способ и устройство для интраоперационного мониторирования функциональной целостности кортико-спинального тракта присперациях на головном мозге[17][18]
- Способ оценки риска неблагоприятного исхода заболевания у больных с нетравматическим субарахноидальным кровоизлиянием (НСАК) вследствие разрыва артериальных аневризм головного мозга[31]
- Способ прогнозирования риска развития интраоперационных ишемических сосудистых осложнений при проведении каротидной эндартерэктомии[32]
- Способ выполнения редрессации и резекции внутренней сонной артерии (ВСА) с применением эндоскопии у пациентов с высокой извитостью ВСА[33]
- Способ определения степени нестабильности атеросклеротической бляшки[34]
- Способ выполнения селективного эикма в регионе гипоперфузии с использованием нейронавигации[12]
- Способ хирургического лечения пациентов с аномалией Киммерле[14]
- Способ хирургического удаления опухолей верхней трети шеи и наружного основания черепа с вовлечением сосудисто-нервного пучка с использованием внутриротовой межкортикальной остеотомии нижней челюсти[35]
- Способ выполнения обходного шунтирования головного мозга с использованием устья верхнечелюстной артерии (анастомоз по типу конец-в-конец)[36]
- Способ выбора типа экстра-интракраниального шунта по пропускной способности при острых и хронических цереброваскулярных патологиях, требующих реваскуляризирующего вмешательства[37]

### Статьи[38]
- Диагностика и хирургическое лечение церебральных аневризм у пациентов пожилого возраста в остром периоде субарахноидального кровоизлияния[39]
- Методика наложения широкопросветного экстра-ин-тракраниального анастомоза при гигантских аневризмах внутренней сонной артерии[40]
- Первый опыт выполнения широкопросветных экстра-интракраниальных анастомозов для лечения больных с гигантскими аневризмами внутренней сонной артерии[41]
- Операция обходного экстра-интракраниального шунтирования с помощью анастомоза между затылочной и задней нижней мозжечковой артериями[42]
- Разработка методов видеоэндоскопии в неотложной нейрохирургии[43]
- Применение навигации в сосудистой нейрохирургии[13]
- Эндоскопически-ассистированная коррекция патологических извитостей сонных артерий[44]